# Uvaria hamata
Uvaria hamata este o specie de plante angiosperme din genul Uvaria, familia Annonaceae, descrisă de Michel Félix Dunal. Conform Catalogue of Life specia Uvaria hamata nu are subspecii cunoscute.